# Oliarus zercanus
Oliarus zercanus är en insektsart som beskrevs av Dlabola 1965. Oliarus zercanus ingår i släktet Oliarus och familjen kilstritar. Inga underarter finns listade i Catalogue of Life.